# Куренівська вулиця
Курені́вська ву́лиця — вулиця в Оболонському районі міста Києва, місцевості Куренівка, Оболонь. Пролягає від Кирилівської вулиці і проспекту Степана Бандери до Богатирської вулиці.
Прилучаються вулиця Семена Скляренка, Куренівський провулок, залізниця в бік Вишгорода, вулиці Кабельна і Михайла Гориня. Між Куренівським провулком і Вербовою вулицею наявна перерва у проляганні Куренівської вулиці.
Не має наскрізного проїзду, розділена залізницею і складається із трьох не сполучених між собою відтинків: від Кирилівської вулиці до Куренівського провулку, тупик від Добринінської вулиці та від тупика до Богатирської вулиці.

## Історія
Вулиця виникла в XIX столітті, мала назву Троїцька, з 1955 року — Донбаська. Сучасна назва від місцевості Куренівка, через яку пролягає вулиця — з 1961 року.
Ділянку від вулиці Михайла Гориня до Богатирської вулиці споруджено 2014 року.
Декілька будинків, маючи адресу по Куренівській вулиці, фактично розташовані віддалено від нинішньої траси її пролягання, зокрема будинки № 27, 29 та 29а розташовані в промисловій зоні по Вербовій вулиці, та відокремлені від Куренівської вулиці насипом залізниці.
Первісну переважно одноповерхову забудову XIX — 1-ї пол. XX століття знесено в 1960-х — 80-х роках. До сьогодні зберігся лише будинок № 21 (імовірно, 1-ї пол. XX ст.).
Фасад офісної будівлі № 4 — 4-А (середина — кінець 1980-х років) вирішено в постмодерністському стилі з використанням мотивів українського бароко.

## Підприємства, установи та заклади
- ТОВ «Укрвесторг» (буд. № 5/7)
- ТОВ «Трубо-Пром» (буд. № 15-А)

## Цікавий факт
Назву Куренівська вулиця у минулому мала центральна дорога Куренівки. Відома з 2-ї половини XIX століття, пролягала між колишніми Кирилівською та Петропавлівською площами. У 1937—1939 роках — вулиця ім. Єжова, на честь радянського наркома внутрішніх справ Миколи Єжова. У 1939 році Куренівську вулицю було включено до складу вулиці Фрунзе (нині Кирилівська).

## Зображення

Будинок № 4 — 4-А